# 阳原王

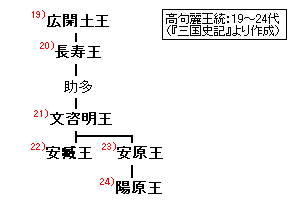
三国史记中的高句丽世系

阳原王（538年—559年），名平成，是高句丽第24任君主，545－559年在位。他是安原王的长子。中國史籍稱之為「高成」。阳原王在位期间，高句丽开始走向衰落，丢失朝鲜半岛汉江流域。
阳原王在安原王在位的第3年533年被定为太子。虽然阳原王为合法王位继承人，但安原王去世后，阳原王几乎无法继位。安原王有3个王后，由于第一个王后无子，其他两个王后都极力试图使其子成为太子。由于阳原王的支持者夺得军权，所以才能继位。
548年，阳原王发6000军队攻打百济，不料新罗派来援军支援百济。高句丽的进攻因此失败。550年，百济攻打高句丽。阳原王反击。新罗此时借渔翁之利攻占高句丽城池。 
551年，突厥在中亚崛起，并进攻高句丽。阳原王于是派1万军队抵御突厥。 同年，百济与新罗在南部对高句丽发动进攻，并攻占今韩国首尔地区。554年，阳原王再次攻打百济但没能成功。
557年，阳原王定其子高阳成为太子。同年，丸都城大将干朱理谋反，虽然这次叛乱被阳原王率军平息，但依然对高句丽国力造成了巨大打击。
559年，阳原王在继位15年后去世。平原王继位。

## 相关册封
- 550年，北齊文宣帝冊封陽原王為使持節侍中、驃騎大將軍、領護東夷校尉、寧東將軍、高麗王。

| 前任： 安原王 | 高句丽君主 545年-559年 | 繼任： 平原王 |